# Mysłowice

Mysłowice a Felső-sziléziai Metropóliszok Szövetségében

Mysłowice (sziléziai nyelven Myslowicy, cseh nyelven Myslovice, németül Myslowitz) – város Lengyelország déli részén a Sziléziai vajdaságban, a Felső-sziléziai Ipari Körzet (GOP) központjában.
A város a Katowicei fennsík és a Jaworznói-dombvidék területén fekszik, a Sziléziai-fennsík déli részén. Nyugatról Katowicével, északról Sosnowieccel, keletről Jaworznóval és délen Imielinnel valamint oraz Lędzinyvel határos.
A városon a Czarna Przemsza folyik keresztül, mely a közelben a Białą Przemszával egyesülve a Przemszát alkotja. A város másik folyója a Bolina és a Rów Kosztowski.

## Városrészek
Mysłowice az alábbi városrészekre oszlik:
- Bończyk - Tuwima
- Brzezinka
- Brzęczkowice
- Centrum
- Dziećkowice
- Janów Miejski - Ćmok
- Kosztowy
- Krasowy
- Larysz i Hajdowizna
- Morgi
- Piasek
- Słupna
- Stare Miasto (Öreg város)
- Szopena - Wielka Skotnica
- Wesoła - Ławki

## Fordítás
- Ez a szócikk részben vagy egészben a Mysłowice című lengyel Wikipédia-szócikk ezen változatának fordításán alapul.  Az eredeti cikk szerkesztőit annak laptörténete sorolja fel. Ez a jelzés csupán a megfogalmazás eredetét és a szerzői jogokat jelzi, nem szolgál a cikkben szereplő információk forrásmegjelöléseként.